# Analyse
Analyse è il primo singolo estratto dal quinto album dei Cranberries Wake Up and Smell the Coffee del 2001. Musica e testo del brano sono stati scritti da Dolores O'Riordan, cantante del gruppo.

## Descrizione
Seconda traccia dell'album Wake Up and Smell the Coffee, il brano, di cui è autrice la cantante del gruppo, è stato prodotto da Stephen Street insieme al resto dell'album e registrato negli studi di registrazione Windmill Lane Studios a Dublino.

## Video musicale
Il videoclip di Analyse, l'unico in cui compare solo la cantante Dolores O'Riordan e in cui sono totalmente assenti gli altri membri del gruppo, fu anticipato sul sito ufficiale dei Cranberries e distribuito nell'estate del 2001 con largo anticipo rispetto alla pubblicazione del singolo e dell'album Wake Up and Smell the Coffee.
Le riprese furono effettuate in parte nel quartiere finanziario di Londra, nella metropolitana e nei pressi di un aeroporto della capitale inglese. Protagonista del video è la sagoma completamente nera di un uomo che all'inizio si "stacca" da un cartello stradale e che poi esplora i dintorni in un ambiente fortemente urbanizzato e degradato fino a trovare una forma di consolazione sdraiandosi sull'erba di un prato di periferia. Un'idea del genere fu ripresa nel video clip della canzone Per me è importante degli italiani Tiromancino nel 2002.
Nel video Dolores O'Riordan è spesso ripresa alla base di alti edifici e di grattacieli sorvolati da aeroplani di linea.
Dopo i fatti dell'11 settembre 2001 con la distruzione delle torri gemelle di New York, fu evidente che le immagini del video dei Cranberries richiamavano incredibilmente quegli avvenimenti, anticipandoli di poche settimane. Dopo l'11 settembre, e pochi giorni prima della pubblicazione del singolo, avvenuta il giorno 17, il videoclip fu ritirato e ne fu distribuita una nuova versione in cui erano scomparsi gli aerei e una scena in cui originariamente era presente la tipica sagoma di un cadavere, disegnata sul terreno e utilizzata per i rilievi forensi, fu sostituita da un disegno floreale realizzato con il gesso. Tuttavia, entrambe le versioni del video furono incluse nel DVD Stars - The Best of Videos 1992 - 2002.

## Tracce
CD Maxi single (Europa e Australia)
1. Analyse
2. Analyse
3. I Can't Be With You
4. In The Ghetto

UK CD single
1. Analyse (album radio edit)
2. Analyse (Oceanic radio edit)
3. I Can't Be with You (live at Vicar Street, Dublin, 11 November 2000)

CD single (Europa)
1. Analyse (LP version) – 4:14
2. Wanted (Live in Paris) – 1:57

Remix CD
1. Analyse - oceanic radio edit
2. Analyse - oceanic long version
3. Analyse - album version

## Classifiche
| Classifica (2001)         | Posizione massima |
| ------------------------- | ----------------- |
| Belgio (Vallonia)         | 14                |
| Francia                   | 57                |
| Irlanda                   | 28                |
| Italia                    | 4                 |
| Paesi Bassi               | 76                |
| Portogallo                | 5                 |
| Regno Unito               | 89                |
| Romania                   | 55                |
| Spagna                    | 3                 |
| Stati Uniti (alternative) | 16                |
| Svizzera                  | 43                |